# Adrenalize (DJ)
Adrenalize, artistnamn för Malthe Mehlskov, född 1996, är en dansk DJ och musikproducent inom hardstyle.
Mehlskov har producerat musik sedan han var 10 år gammal, men skrev kontrakt först med Scantraxx när han fyllde 15. Mehlskov började först producera trancemusik och bytte sedan över till hardstyle efter några års produktion.

## Diskografi

### 2018
- On The Edge
- Get Up

### 2017
- Wherever The Light Ends

### 2016
- Robot Love
- The Mechanisms Of Nature
- Far From Home

### 2015
- All The Memories
- Check This Out
- Find You
- Island Of Adventure
- Forest Interlude
- Above The Sky
- Voices Of Passion
- Mystical Universe
- Secrets Of Time
- The Pharaoh's Rebirth
- Crystal
- Cloudy Memory

### 2014
- City Of Gold
- She Goes

### 2013
- Infinite Universe

### 2012
- Timewarp